# Miloš Krofta
Miloš Krofta, slovenski inženir strojništva, * 23. julij 1912, Ljubljana, † 22. avgust 2002, Lenox, Massachusetts, ZDA.
Leta 1930 je začel študirati na ljubljanski Tehniški fakulteti, v letih 1932-1934 nadaljeval študij na Tehniški visoki šoli v Pragi ter leta 1936 opravil specializacijo in doktorat na Visoki šoli za papirništvo v Darmstadtu (Nemčija). V letih 1942-1945 je bil tehnični direktor Papirnice Vevče. Po osvoboditvi se je odselil v Milano, tam ustanovil podjetje Krofta Engineering, leta 1951 pa je postal direktor in lastnik tovarne papirja v Ancramu v ameriški zvezni državi New York ter 1954 direktor in inženirske družbe Krofta v Lenoxu (Massachusetts).
Miloš Krofta se je ukvarjal predvsem s čiščenjem odpadnih vod, pripravo pitne vode in ozoniranjem odpadnega blata; s tega področja ima v Združenih državah Amerike več patentov. Na podlagi njegove tehnologije, ki jo je sprva razvil za čiščenje vode v papirniški industriji, kasneje pa še za komunalne čistilne naprave, je zgrajenih v svetu preko tisoč čistilnih naprav. Krofta je imel lastna podjetja v 15 državah. Leta 1977 je ustanovil raziskovalni in izobraževalni inštitut za tehnologijo vode v Lenoxu, 1988 pa strojne delavnice Korotan-Ekologie v Borovljah.